# Far darrig
Un far darrig o fear dearg és una fada de la mitologia irlandesa. El nom de far darrig és una pronunciació anglòfona de les paraules irlandeses fear dearg, que signifiquen home vermell, ja que es diu que els far darrig porten un abric i una gorra vermells. De vegades també es coneixen com Nois Rata ja que es diu que són bastant grassos, tenen la pell fosca i peluda, els musells llargs i les cues primes. Segons Fairy and Folk Tales of the Irish Peasantry, el far darrig es classifica com una fada solitària juntament amb el leprechaun i el clurichaun, tots ells són "els fantasmes més descarnats, tòxics, burlons i entremaliats". El darrer extrem, en particular, es descriu com aquell que "s'ocupa de fer bromes pràctiques, especialment amb bromes horribles". Un exemple d'això és substituir els nadons per canvis. També es diu que tenen alguna relació amb els malsons.